# Marcel Mule
Marcel Mule   (Aube, 24 de juny de 1901 - Ieras, 18 de desembre de 2001) va ser un saxofonista clàssic francès. Va ser conegut arreu del món com un dels grans saxofonistes clàssics i moltes peces van ser escrites per a ell, estrenades per ell i arranjades per ell. Moltes d'aquestes peces s'han convertit en productes bàsics del repertori clàssic del saxòfon. Es considera el fundador de l'Escola Francesa de Saxofó i el solista de saxòfon més representatiu de la seva època, sent una figura fonamental en el desenvolupament de l'instrument.

## Joventut
Marcel Mule va néixer en un poble d'Aube, França, d'un pare que va aprendre el saxòfon mentre feia el servei militar i es va convertir en director de la banda de música de Beaumont-le-Roger. En una època en què París no tenia professors de saxòfon, el contacte amb les bandes de metall era l'única manera d'aprendre a tocar el saxo. El seu pare el va introduir al saxo als vuit anys, a més de violí i piano. També li va ensenyar a tocar amb un to "recte" (sense vibrato), que era el costum del dia.
Tot i que Marcel va exhibir el talent necessari per seguir una carrera musical, en un moment en què la vida d'un músic no era fàcil, el pare de Mule li va recomanar que escollís una carrera com a docent. Així, es va inscriure a "l'École Normale d'Évreux" i va rebre el seu diploma després de tres anys. Va ensenyar només sis mesos a una escola de la ciutat abans de ser cridat al servei militar.

## Mule en la Guardia Republicana
La Primera Guerra Mundial va portar Marcel a París per servir amb la Cinquena Infanteria. Va ser allà on va tornar a la música tocant a la banda militar del regiment el 1921. Va ser també durant la seva etapa a París quan va continuar els seus estudis de música en harmonia, piano i violí.
No va ser fins que va concloure el seu servei militar quan la carrera musical de Marcel va arrencar. El 1923 va completar un examen per convertir-se en membre de la banda de la "Garde républicaine, La Musique de la Garde Républicaine". Li proporcionava uns ingressos regulars. Es va fer conegut pel seu bell so i es va convertir en el solista de saxòfon de la "Garde", cosa que va fer que se li demanés que toqués en concerts amb orquestres i també a l'orquestra de l'Opéra-Comique (encara que gairebé exclusivament per a Werther de Massenet, ja que l'única òpera del repertori que demanava un saxo orquestral). Com admet Mule, en aquella època a la gent li agradava el seu so, tot i que tocava com feia la resta de gent en aquell moment, amb un so interioritzat i directe. Va ser durant aquest període que va tocar amb freqüència amb grups de dansa moderna i on la seva exposició a les bandes de jazz nord-americanes, amb el seu tractament del vibrato, el va inspirar a experimentar i desenvolupar el seu vibrato clàssic de saxòfon.
El 1927, Mule va formar un quartet de saxos juntament amb membres de la "Garde", amb el nom de Quatuor de la Garde Républicaine. A la seva primera etapa (havia de durar uns 40 anys) no hi havia música per a aquests grups. Mule va transcriure la música de compositors clàssics com Albéniz (Sevilla de la Suite Española Op. 47) i Mozart. El seu nou conjunt va aconseguir l'aclamació de la crítica al principi. Com a conseqüència, importants compositors del moment, inclosos Gabriel Pierné, Florent Schmitt i Alexander Glazunov, van contribuir amb les seves pròpies obres a un repertori en expansió per al grup d'instruments. Aquesta afluència de nous i emocionants materials es va demostrar essencial per a l'establiment del quartet de saxòfons com a tipus de conjunt viable i sostenible.

## L'edat d'or
El 1936, davant de concerts a l'estranger, Mule va deixar el Garde i es va dedicar a actuar i compondre. El quartet va canviar el seu nom per Quatuor de Saxophones de París, però més tard es va anomenar simplement Quatuor Marcel Mule. El conjunt es va escoltar en concerts i recitals arreu de França, Bèlgica, Holanda, Anglaterra, Suïssa, Alemanya, Itàlia i el nord d'Àfrica. Va ser un període d'intens esforç que li va permetre revelar l'autèntica noblesa i el potencial musical del saxòfon.
El 1944, Claude Delvincourt, director del Conservatori de París, va permetre restablir una classe de saxòfon, una oferta que havia estat abandonada amb la sortida d'Adolphe Sax el 1870. Delvincourt va confiar el càrrec a Marcel Mule, que aleshores tenia 43 anys. d'edat i molt respectat a França i a l'estranger. Durant els seus anys al Conservatori, Mule va ensenyar a més de 300 estudiants, molts dels quals van arribar a convertir-se en famosos intèrprets i professors de saxòfon.
El 1958, la carrera de Mule va culminar quan va iniciar una gira de dotze concerts pels Estats Units amb lOrquestra Simfònica de Boston sota la direcció de Charles Münch. El programa que va escollir per a la gira va ser el Concertino da Camera per a saxo alt de Jacques Ibert i el Ballade d'Henri Tomasi.
Escrivint sobre la gira de Mule amb lOrquestra Simfònica de Boston, el periodista de Nova York Louis Leopold Biancolli (1907-1992) va anomenar Mule el "Rubinstein del saxòfon". Uns anys abans, un periodista francès havia batejat Mule com el "Paganini del saxòfon". El 1939, Alfred Frankenstein (1906–1981), crític musical de la San Francisco Chronicle, va escriure: "Marcel Mule és el Jascha Heifetz del saxòfon".

## Mula com a professor
Segons Mule, la qualitat del so depèn de quatre condicions:
- Un embús ferm però lleuger.
- La precisió i la qualitat de l'emissió.
- El domini de la respiració, necessari per al manteniment de la columna d'aire.
- El domini del vibrato, la novetat del qual depèn de la qualitat de l'expressió.

Els ensenyaments metòdics de Mule segueixen aquestes pautes
- Respiració: Cal respirar la respiració a través de la boca mitjançant el diafragma. Això permetrà al músic tenir una actitud més segura i serena a l'hora d'actuar.
- L'embocadura: embocadura que sotmet l'embocadura amb el llavi inferior a la part superior de les dents inferiors i les dents superiors. El bufet ha de ser ferm però relaxat. Els diferents registres del saxo s'han de produir amb poques variacions de la cavitat oral i la gola.
- La llengua: la llengua s'ha de produir mitjançant la síl·laba DA.
- L'entonació: el saxo no és un instrument perfectament afinat; això obliga l'instrumentista a desenvolupar una orella molt bona per a l'afinació. Per variar l'afinació, l'intèrpret ha d'utilitzar la gola i la llengua (posicionant la llengua amb diferents vocals), variar la pressió del llavi inferior, variar la pressió de l'aire i utilitzar digitacions correctives.
- El vibrato: Mule va tenir una idea clara des del principi de com s'ha de fer el vibrato, donant exercicis clars i la velocitat adequada. La velocitat adequada és de 300 ondulacions per minut (és a dir, 5 per segon), cosa que dona quatre ondulacions per entrepierna a M.M. 80. El vibrato s'aconsegueix amb un moviment de la mandíbula, que crea una variació de la pressió del llavi inferior a la canya.
- Tècnica, basada en escales i arpegis, inclosa l'articulació.

Tots aquests mètodes s’expliquen àmpliament als seus llibres. Mule va donar a la història del saxòfon una quantitat molt extensa de material didàctic, incomparable a tot el que existia anteriorment.

## Llibres d'estudi produïts per Mule
Els llibres produïts per Marcel Mule es van centrar en els punts esmentats anteriorment: tècnica (escales, arpegis), articulació i producció de tons. Alguns dels llibres d'estudi creats per Marcel Mule són:
- 24 Estudis fàcils per a tots els saxofons després d'A. Samie, Leduc. Alphonse Leduc, 1946, SS, 19 pàgines. Basat en obres del violinista francès A. Samie, i adequat per a estudiants de segon i tercer curs amb claus que van des de 3 punxades fins a 3 pisos.
- 30 grans exercicis o estudis (Trente Grands Exercices ou Études) per a tots els saxòfons després del llibre 1 i 2 de Soussmann de Marcel Mule. Alphonse Leduc, 1944, SS, 31 pàgines. Aquestes peces avançades basades en estudis del flautista Henri Soussmann són més exercicis que estudis (moltes presenten frases breus que es repeteixen a través de la gamma dels instruments i amb diferents tecles). El llibre 1 té 15 exercicis que comencen en Do i es mouen pel cercle de quintes amb tecles agudes majors i menors.
- 48 Estudis de Ferling per a tots els saxòfons de Marcel Mule. Alphonse Leduc, 1946, SS, 30 pàgines. A més d'editar els 48 estudis de Franz Wilhelm Ferling per a oboè, el professor Mule ha escrit 12 estudis addicionals en claus majors i menors. (Ferling no va incloure les claus enarmòniques de Do bemoll major, de bemoll menor, etc. a la seva obra).
- 53 Estudis per a tots els saxofons Llibres 1, 2 i 3 de Marcel Mule. Alphonse Leduc, SS, 1946, 27 pàgines. Després de Theobald Boehm, Adolf Terschak i Anton Bernhard Fürstenau.
- Exercicis diaris per a tots els saxofons després de Terschak de Marcel Mule. Alphonse Leduc, 1944, SS, 37 pàgines. Vint-i-sis exercicis tècnics basats en les obres del flautista Adolf Terschak per a millors estudiants intermedis i avançats. Les claus van des de 7 nítides fins a 5 planes.
- Escales i arpegis, exercicis fonamentals per al saxo Llibre 1, 2 i 3 de Marcel Mule. Alphonse Leduc, SS, 1948, 30 pàgines. Aquest llibre inclou escales, escales en terços, arpegis, arpegis al setè acord dominant en totes les tecles majors i menors. Les instruccions estan en francès, anglès, alemany, espanyol i japonès.
- Estudis variats en totes les claus adaptat per Marcel Mule. Alphonse Leduc, 1950, SS, 31 pàgines. Trenta estudis de diversos compositors (Jakob Dont, Rodolphe Kreutzer, Jacques Mazas, Niccolò Paganini, Pierre Rode, etc.) al nivell intermedi avançat.
- 18 Exercices ou Études d'apres Berbiguier, de M. Mule, Leduc (basat en estudis del flautista francès Benoit Tranquille Berbiguier)

Peces famoses Volum 1, 2 i 3, de M. Mule, Leduc
- Tablatura de l'escala cromàtica, per M. Mule, Leduc.

## La retirada de Mule
El 1967, Marcel Mule es va retirar a una vil·la propera a la Mediterrània amb el saxo, tot i que mai més no el va tocar. Com va dir, era el moment de deixar passar les noves generacions.
El 24 de juny de 2001, tots els seus molts amics i antics alumnes es van reunir amb ell per celebrar el seu centenari. Hi havia Guy Lacour, que abans era saxòfon tenor al Quatuor, Michel Nouaux, Jean Ledieu, Jacques Person, Jean-Marie Londeix i d'altres de França, però també d'Espanya, Canadà i els Estats Units. L'octubre de 2001, la Facultat de Música de la Universitat de Laval (Canadà) va fer un homenatge entusiasta al Màster.
Poc més d'un mes després de la visita de Laval, Marcel Mule va morir dormint als 100 anys.

## El llegat de Mule
Marcel Mule és universalment reconegut com un mestre modern del saxo clàssic i hereu espiritual d'Adolphe Sax. Les seves feines com a arranjador i transcriptor van esdevenir fonamentals per al desenvolupament del repertori de l'instrument. La seva influència va atreure l'atenció d'alguns dels compositors més importants de l'època, inclosos Darius Milhaud, Arthur Honegger i Florent Schmitt, les noves obres de la qual van incloure el saxo entre les seves forces. Moltes de les figures més importants de la història del saxo clàssic han estat deixebles de Mule, inclosos Frederick Hemke, Jean-Marie Londeix, Eugene Rousseau, Daniel Deffayet (que va succeir Mule al Conservatori de París el 1968) i Claude Delangle (que va succeir Deffayet el 1988).
El virtuosisme de Marcel Mule en la interpretació es va combinar amb la capacitat d'extreure conceptes del joc i explicar-los a altres persones. En resum, a part de ser un bon intèrpret, Mule era un professor extraordinari que era capaç de relacionar els seus mètodes amb més eficàcia. La seva profunditat de caràcter, calidesa i entusiasme va guanyar l'afecte i el respecte dels seus col·legues i estudiants alhora que van fer contribucions inestimables a l'hora d'establir el saxo com a veu viable per a l'expressió musical.

## Enregistraments
Mule va fer molts enregistraments al llarg de la seva carrera, principalment en discos de 78RPM i 33RPM. Entre els més destacats s'inclouen:
- El seu LP publicat a la dècada de 1930 ("Marcel Mule - 'Le Patron' of the Saxophone") amb el segell Clarinet Classics, numerat CCOO13, que va despertar l'interès mundial per l'art del saxo clàssic.
- La seva interpretació del Concertino da camera de Jacques Ibert, enregistrat el 1947.

## Llibres sobre Marcel Mule
- Eugene Rousseau, Marcel Mule, la seva vida i el saxòfon, Shell Lake, Wisconsin, 1982, http://www.eugene-rousseau.com
- Jean-Pierre Thiollet, Sax, Mule & Co, H & D, París, 2004 ISBN 2-914266-03-0